# South African Open 1979
Il South African Open 1979 è stato un torneo di tennis giocato sul cemento indoor. È stata la 3ª edizione del torneo che fa parte del Colgate-Palmolive Grand Prix 1979. Il torneo si è giocato a Johannesburg in Sudafrica dal 27 novembre al 4 dicembre 1979.

## Campioni

### Singolare maschile
Andrew Pattison ha battuto in finale  Víctor Pecci con il punteggio di 2–6 6–3 6–2 6–3

### Doppio maschile
Bob Hewitt /  Frew McMillan hanno battuto in finale  Mike Cahill /  Christopher Mottram con il punteggio di 1–6 6–1 6–4